# Patellariales
Patellariales is een orde van Dothideomycetes uit de subklasse Dothideomycetidae.

## Taxonomie
De taxonomische indeling van Patellariales is als volgt:
Orde: Patellariales
- Familie: Arthrorhaphidaceae
- Familie: Patellariaceae